# Decamethylcyclopentasiloxaan
Decamethylcyclopentasiloxaan (D5) is een organische verbinding van silicium, met als brutoformule C10H30O5Si5. De stof komt voor als een kleurloze vloeistof.

## Toepassingen
Decamethylcyclopentasiloxaan is een siloxaan dat voornamelijk wordt toegepast in cosmetica, ultravioletfilters, haarlak en huidverzorgingsproducten. Daarnaast wordt het ook toegevoegd aan hairconditioners, omdat het haar op deze manier gemakkelijker kan worden geborsteld zonder dat het breekt. Het wordt toegevoegd aan enkele soorten glijmiddel.